# Překotné myšlení
Překotné myšlení (tachypsychie, tachypsychismus, myšlenkový trysk) je kvantitativní porucha myšlení, která představuje psychopatologický symptom charakteristický tím, že se pacientovi v hlavě objevuje značné množství myšlenek, jedna za druhou, překotně, rychle a nepřehledně do té míry, že dotyčný není schopen jejich tok prakticky ovlivňovat. Často se jednotlivé myšlenky zároveň překrývají. Zkreslené je rovněž vnímání času.
Tachypsychii lze uměle vyvolat některými drogami, obzvláště stimulanty, jako jsou například amfetaminy (např. pervitin, extáze atd.) nebo kokain. 
Jde také o možný symptom psychiatrických onemocnění, především manické fáze bipolární afektivní poruchy.